# Chet Holmgren
Chet Thomas Holmgren, né le 1er mai 2002 à Minneapolis dans le Minnesota, est un joueur américain de basket-ball mesurant 2,16 m et évoluant au poste de pivot voire d'ailier fort. Il joue en NBA sous le maillot du Thunder d'Oklahoma City. 

## Biographie

### Jeunesse
Holmgren grandit en jouant au basket-ball sous la tutelle de son père, un ancien joueur universitaire. Au collège, il fréquente la Minnehaha Academy (en), une école privée de Minneapolis. Il mesure alors 6′ 2″ (1,88 m) et est coéquipier avec Jalen Suggs, avec lequel il joue aussi au lycée. Holmgren améliore son tir de loin tout en se remettant d'une fracture du poignet droit au cours de sa première saison. Il grandit d'environ 20 cm durant sa huitième année.

### Carrière au lycée
Lors de sa première année de lycée à la Minnehaha Academy, Holmgren marque en moyenne 6,2 points et prend 3,0 rebonds par match. Son équipe remporte son deuxième championnat consécutif de l'État dans leur catégorie (class 2A). Au cours de sa deuxième saison, Holmgren récolte en moyenne 18,6 points et 11,0 rebonds par match et mène son équipe à un autre titre d'État de classe 2A. Après la saison, il remporte le titre de Meilleur joueur (MVP), avec son équipe de l'Amateur Athletic Union. En conséquence, il devient l'un des joueurs les plus en vue de sa génération et commence à susciter plus d'intérêt des équipes de division I de la NCAA. En août 2019, Holmgren attire l'attention nationale pour avoir fait un crossover sur le joueur professionnel Stephen Curry à son propre camp SC30 Select.
Le 4 janvier 2020, en tant que junior, Holmgren enregistre 9 points, 10 rebonds et 12 contres lors d'une victoire retransmise à la télévision nationale contre le lycée Sierra Canyon, une équipe classée au niveau national dans laquelle jouent Bronny James, Brandon Boston Jr. et Ziaire Williams. Au cours de sa saison junior, il marque en moyenne 14,3 points par match, menant Minnehaha à un bilan de 25 victoires et 3 défaites. En tant que senior, Holmgren remporte le titre Classe 3A, son quatrième championnat d'État à Minnehaha. Il est nommé joueur national de l'année Gatorade (en), joueur de l'année Naismith Prep, joueur national de l'année Morgan Wotten et McDonald's All-American, ainsi que Minnesota Mr. Basketball (en),.

### Carrière universitaire
Au début de sa saison junior, Holmgren reçoit environ 30 offres de bourses d'études de programmes de basket-ball universitaire. En juin 2020, après le reclassement de Jonathan Kuminga, il devient le joueur numéro un de la classe 2021, selon ESPN. Le 19 avril 2021, Holmgren annonce son engagement et signe une lettre d'intention nationale pour jouer au basket-ball universitaire avec les Bulldogs de l'université de Gonzaga, suivant la trace de son ancien coéquipier au lycée Jalen Suggs,,.
Il fait ses débuts avec Gonzaga face à Dixie State (en) en novembre 2021 où il marque 14 points, prend 13 rebonds et réalise 6 passes décisives et 7 contres. Il est nommé en fin de saison régulière défenseur de l'année de la West Coast Conference ainsi que Newcomer of the Year. Pendant la March Madness 2022, Chet Holmgren inscrit 19 points, prend 17 rebonds et réalise 7 contres et 5 passes décisives lors du premier tour face aux Panthers de Georgia State. Les Bulldogs de Chet Holmgren se font éliminer en demi-finale régionale par les Razorbacks de l'Arkansas. 
Le 21 avril 2022, il annonce se présenter à la draft 2022 où il est attendu comme premier choix.

### Carrière professionnelle

#### Thunder d'Oklahoma City (depuis 2022)
Lors de la draft 2022, il est choisi en 2e position par le Thunder d'Oklahoma City, derrière Paolo Banchero.
Holmgren réalise une très bonne ligue d'été de la NBA mais lors d'un match amical se déroulant en août, Holmgren se rompt un ligament du médio-pied droit. Le Thunder annonce alors qu'Holmgren est forfait pour l'intégralité de la saison 2022-2023.

### Carrière en équipe nationale
Holmgren représente les États-Unis à la Coupe du monde de basket-ball FIBA des moins de 19 ans 2021 en Lettonie. Il marque en moyenne 11,9 points, prend 6,1 rebonds, fait 3,3 passes décisives et 2,7 contres par match, menant son équipe à une médaille d'or et est nommé MVP du tournoi.

## Profil du joueur
Répertorié comme pivot, de nombreux observateurs notent que Holmgren est un joueur polyvalent qui se déplace, gère, tire et saute avec fluidité et habileté, plus comme un poste arrière qu'un intérieur. Sa détente verticale et ses sauts en avant sont beaucoup plus longs que la moyenne pour un pivot (ou ailier fort), et son envergure de 2,29 m contribue à ses remarquables capacités au contre et au rebond. Holmgren joue un jeu intérieur et extérieur, avec un tir à 3 points supérieur à la moyenne par rapport aux autres de sa taille et de sa position.

## Palmarès

### En NBA
- Champion de la division Nord-Ouest en NBA avec le Thunder d'Oklahoma City en 2024
- Champion NBA en 2025 avec le Thunder d'Oklahoma City.

### Distinctions individuelles
- NBA All-Rookie First Team en 2024.
- Sélection pour le Rising Stars Challenge lors du NBA All-Star Game 2024.

## Statistiques

### Universitaires
| Saison    | Équipe   | Matchs | Titul. | Min./m | % Tir | % 3pts | % LF | Rbds/m. | Pass/m. | Int/m. | Ctr/m. | Pts/m. |
| --------- | -------- | ------ | ------ | ------ | ----- | ------ | ---- | ------- | ------- | ------ | ------ | ------ |
| 2021-2022 | Gonzaga  | 32     | 31     | 26,9   | 60,7  | 39,0   | 71,7 | 9,90    | 1,90    | 0,80   | 3,70   | 14,10  |
| Carrière  | Carrière | 32     | 31     | 26,9   | 60,7  | 39,0   | 71,7 | 9,90    | 1,90    | 0,80   | 3,70   | 14,10  |

### Professionnelles

#### Saison régulière
| Saison    | Équipe        | Matchs | Titul. | Min./m | % Tir | % 3pts | % LF | Rbds/m. | Pass/m. | Int/m. | Ctr/m. | Pts/m. |
| --------- | ------------- | ------ | ------ | ------ | ----- | ------ | ---- | ------- | ------- | ------ | ------ | ------ |
| 2023-2024 | Oklahoma City | 82     | 82     | 29,4   | 53,0  | 37,0   | 79,3 | 7,90    | 2,40    | 0,60   | 2,30   | 16,50  |
| 2024-2025 | Oklahoma City | 32     | 32     | 27,4   | 49,0  | 37,5   | 75,4 | 8,00    | 2,00    | 0,70   | 2,20   | 15,00  |
| Carrière  | Carrière      | 114    | 114    | 28,9   | 51,9  | 37,2   | 78,0 | 7,90    | 2,30    | 0,70   | 2,30   | 16,10  |

#### Playoffs
| Saison   | Équipe        | Matchs | Titul. | Min./m | % Tir | % 3pts | % LF | Rbds/m. | Pass/m. | Int/m. | Ctr/m. | Pts/m. |
| -------- | ------------- | ------ | ------ | ------ | ----- | ------ | ---- | ------- | ------- | ------ | ------ | ------ |
| 2024     | Oklahoma City | 10     | 10     | 34,5   | 49,6  | 26,0   | 75,8 | 7,20    | 2,10    | 0,70   | 2,50   | 15,60  |
| Carrière | Carrière      | 10     | 10     | 34,5   | 49,6  | 26,0   | 75,8 | 7,20    | 2,10    | 0,70   | 2,50   | 15,60  |

## Records sur une rencontre en NBA
Les records personnels de Chet Holmgren en NBA sont les suivants, :
| Type de statistique        | Saison régulière | Saison régulière                | Saison régulière  | Playoffs | Playoffs                        | Playoffs      |
| Type de statistique        | Record           | Adversaire                      | Date              | Record   | Adversaire                      | Date          |
| -------------------------- | ---------------- | ------------------------------- | ----------------- | -------- | ------------------------------- | ------------- |
| Points                     | 36               | @ Warriors de Golden State      | 18 novembre 2023  | 26       | Pelicans de La Nouvelle-Orléans | 24 avril 2024 |
| Paniers marqués            | 14               | @ Warriors de Golden State      | 18 novembre 2023  | 9        | Pelicans de La Nouvelle-Orléans | 24 avril 2024 |
| Paniers tentés             | 22               | @ Warriors de Golden State      | 18 novembre 2023  | 16       | Mavericks de Dallas             | 7 mai 2024    |
| Paniers à 3 points réussis | 5                | 2 fois                          | 2 fois            | 5        | @ Grizzlies de Memphis          | 24 avril 2025 |
| Paniers à 3 points tentés  | 11               | Sixers de Philadelphie          | 25 novembre 2023  | 10       | @ Grizzlies de Memphis          | 24 avril 2025 |
| Lancers francs réussis     | 12               | @ Suns de Phoenix               | 9 avril 2025      | 8        | Pacers de l'Indiana             | 11 juin 2025  |
| Lancers francs tentés      | 13               | @ Suns de Phoenix               | 9 avril 2025      | 9        | Pacers de l'Indiana             | 11 juin 2025  |
| Rebonds offensifs          | 10               | Bulls de Chicago                | 5 novembre 2023   | 5        | @ Nuggets de Denver             | 9 mai 2025    |
| Rebonds défensifs          | 13               | 2 fois                          | 2 fois            | 11       | @ Nuggets de Denver             | 9 mai 2025    |
| Rebonds totaux             | 17               | @ Nets de Brooklyn              | 26 février 2025   | 16       | @Nuggets de Denver              | 9 mai 2025    |
| Passes décisives           | 7                | 3 fois                          | 3 fois            | 6        | Mavericks de Dallas             | 9 mai 2024    |
| Interceptions              | 2                | 4 fois                          | 4 fois            | 2        | Mavericks de Dallas             | 7 mai 2024    |
| Contres                    | 8                | @ Nuggets de Denver             | 16 décembre 2023  | 5        | Pelicans de La Nouvelle-Orléans | 21 avril 2024 |
| Balles perdues             | 5                | Pelicans de La Nouvelle-Orléans | 1er novembre 2023 | 4        | Mavericks de Dallas             | 9 mai 2024    |
| Minutes jouées             | 41               | Raptors de Toronto              | 4 février 2024    | 40       | @ Mavericks de Dallas           | 13 mai 2024   |

- Double-double : 42 (dont 9 en playoffs)
- Triple-double : 0

Dernière mise à jour : 13 juin 2025

## Vie privée
Le père de Holmgren, Dave, qui mesure également 2,13 m, a joué au basket-ball universitaire pour les Golden Gophers du Minnesota de 1984 à 1988.